# Arp 256
Arp 256 est une paire de galaxies en interaction située dans la constellation de la Baleine. Sa vitesse par rapport au fond diffus cosmologique est de 7 854 ± 42 km/s, ce qui correspond à une distance de Hubble de 115,8 ± 8,1 Mpc (∼378 millions d'al).
Note : Les valeurs présentes dans l'encadré ci-contre à droite, correspondent à celles pour la paire en elle-même.

## Caractéristiques
Arp 256 se compose de deux galaxies spirales en interaction gravitationnelle, observées à un stade précoce d'une potentielle fusion galactique. La galaxie du nord est désignée comme Arp 256N, et celle du sud comme Arp 256S (aussi connues comme PGC 1221 et PGC 1224). Selon la base de données Simbad, la galaxie sud est une galaxie active de type Seyfert 2.
Arp 256 est lumineuse dans le domaine des infrarouges (LIRG), avec une luminosité égale à 2,0 × 1011 {\displaystyle L_{\odot }}.
Les deux galaxies ont une séparation apparente d'environ 29 kpc (∼94 600 al) et présentent dans leur ensemble un taux de formation stellaire anormalement élevé pour le début d'une collision galactique.

## Supernova
La supernova SN 2010hp a été découverte dans la galaxie nord le 21 juillet 2010 par M. Miluzio et E. Cappellaro. D'une magnitude apparente de 17,1 au moment de sa découverte, elle était de type II.